# Cupido atys
Cupido atys är en fjärilsart som beskrevs av Jacob Hübner 1798/803. Cupido atys ingår i släktet Cupido och familjen juvelvingar. Inga underarter finns listade i Catalogue of Life.